# Сандрингам
Сандрингам (на английски: Sandringham) е село в Източна Англия, графство Норфолк. Разположено е на 60 km северозападно от Норич. В Сандрингам се намира имението Сандрингам Хаус, собственост на кралското семейство. Населението на селото е 426 души (по приблизителна оценка от юни 2017 г.).

## Личности
Родени в Сандрингам
- Джордж VI (1895 – 1952), крал
- Даяна Спенсър (1961 – 1997), принцеса на Уелс

Починали в Сандрингам
- Джордж VI (1895 – 1952), крал